# دانيال أوشوجنسي
دانيال أوشوجنسي (14 سبتمبر 1994 في فنلندا - ) هو لاعب كرة قدم فنلندي في مركز قلب الدفاع. شارك مع منتخب فنلندا تحت 17 سنة لكرة القدم ومنتخب فنلندا تحت 18 سنة لكرة القدم ومنتخب فنلندا تحت 21 سنة لكرة القدم ومنتخب فنلندا لكرة القدم. أما مع النوادي، فقد لعب مع نادي برينتفورد ونادي ميتز ونادي ميتييلاند وبرينتري تاون وKlubi 04 ‏.

## وصلات خارجية
- دانيال أوشوجنسي على موقع الاتحاد الدولي (مؤرشف)  (الإنجليزية)
- دانيال أوشوجنسي على موقع الاتحاد الأوربي (الإنجليزية)
- دانيال أوشوجنسي على موقع رابطة كرة القدم الفرنسية للمحترفين (الإنجليزية)
- دانيال أوشوجنسي على موقع قاعدة بيانات كرة القدم.إي يو (الإنجليزية)
- دانيال أوشوجنسي على موقع ناشيونال فوتبول تيمز (الإنجليزية)
- دانيال أوشوجنسي على موقع Soccerbase.com (لاعب) (الإنجليزية)
- دانيال أوشوجنسي على موقع Soccerway.com (الإنجليزية)
- دانيال أوشوجنسي على موقع عالم كرة القدم.نت (الإنجليزية)
- دانيال أوشوجنسي على موقع AS.com (الإسبانية)